# Валовой общественный продукт
Валовой общественный продукт (ВОП) определялся в СССР путём суммирования всех произведенных товаров и предоставленных услуг за какой-то период (чаще всего — за год). При этом имел место повторный счет. Например, если комплектующие, произведенные одним заводом, проданы другому предприятию, то стоимость этих комплектующих учитывалась еще раз —  в стоимости готового изделия. 
ВОП считался вплоть до 1991 года — до развала СССР; с 1988 года параллельно с этим показателем определялся Валовый национальный продукт (ВНП), используемый в большинстве стран мира. 
С 1993 года ООН всем своим членам рекомендовала перейти на Валовой внутренний продукт; Россия согласилась с этой рекомендацией.
Жесткой дискуссии по поводу замены ВОП на ВНП и затем на ВВП не было. Научное сообщество приняло его спокойно, поскольку было сложно спорить с тем, что двойной счет не позволяет увидеть то, что происходит в экономике. Однако как ВНП, так и ВВП также не лучшим образом служит этой цели. По большому счету, не понятно, что отражают эти макроэкономические показатели. Понятно, что отражают сумму стоимости произведенных за какой-то период товаров и услуг (в одном случае национальными предприятиями внутри страны и за рубежом, в другом — всеми предприятиями, но только внутри страны). Но что отражает эта сумма и для чего она определяется (кстати, с очень большой погрешностью)? На этот вопрос имеется только пространный ответ: это главный экономический показатель страны.
Ни ВВП, ни ВНП (как и производные от них показатели — ВВП и ВНП на душу населения) не отражает благосостояние народа. Поэтому вместо них ученые периодически предлагают совсем другие показатели (например, качества жизни), которые с ВВП и ВНП никак не коррелируются (иногда падают при росте). Однако у этих показателей есть один существенный недостаток — они предполагают использование субъективных оценок (в частности, влияние на человека экологической ситуации). Таким образом, показатели качества жизни являются субъективной оценкой благосостояния, а ВВП и ВНП — объективными расчетами того, что никакого отношения к благосостоянию, как правило, не имеет. ВВП на душу населения в России изменялся в последние 15 лет не так как средняя реальная заработная плата, которая ближе к понятию благосостояния.
Нельзя сказать, что рост ВВП всегда положительное явление. Например, в Бразилии несколько десятков лет такой рост обеспечивала слишком активная вырубка лесов, которая грозила экологической катастрофой. Опросы, которые проводят международные организации, показывают, что удовлетворенность жизнью слабо коррелируется с показателем ВВП на душу населения. Больше всего удовлетворенных и чувствующих себя счастливыми в тех странах, которые имеют средний среднедушевой доход.
ВВП (или какой-то его аналог) — это бухгалтерский показатель, предназначение которого еще нужно определить. Считать валовой продукт, например, нужно для определения денежной массы в обороте, чтобы дополнительная эмиссия осуществлялась в той мере, в которой это необходимо экономике и не приводила к большому росту цен. Возможно, ВОП для определения размера различных денежных агрегатов как раз лучше подойдет.